# Изчезналият проектант
„Изчезналият проектант“ е българска новела, комедия от 1978 г. на режисьора Ангел Вълчанов, по сценарий на Васил Сотиров. Оператор е Атанас Начков. Художник - Георги Гуцев.

## Актьорски състав
| В главните роли            | Изпълнител        |
| -------------------------- | ----------------- |
| следователят Арсен Люпенов | Светослав Пеев    |
| помощник-следователят      | Димитър Георгиев  |
| колежка                    | Анета Сотирова    |
| колега                     | Иван Цветарски    |
| колежка                    | Людмила Захариева |
| колежка                    | Мария Пантева     |
| бохемът Къци               | Стоил Попов       |